# 交響曲第7番 (チャイコフスキー)
交響曲第7番 変ホ長調は、ピョートル・チャイコフスキーが作曲に着手するも途中で交響曲としての完成を放棄した作品である。
作曲中のチャイコフスキーは「この交響曲の（略）究極の本質は、人生である」と述べていたため、「交響曲『人生』（露: жизнь ジーズニ）変ホ長調」と仮称されている。チャイコフスキー自身は結局、この曲の一部の素材を使用してピアノ協奏曲第3番とした。後世、チャイコフスキーが残した素材を交響曲に再編したものがあり、これが「交響曲第7番変ホ長調」または「未完成交響曲『ジーズニ』」と呼ばれている。

## 作曲の経緯と途絶、ピアノ協奏曲第3番
1889年、チャイコフスキーは交響曲第5番の次作となる交響曲の作曲にとりかかった。チャイコフスキーはこの交響曲について「この交響曲の（略）究極の本質は、人生である。第1楽章は、仕事に対する衝動や情熱、それに自信。短くしなければならない（挫折の結果としての最後の死）。第2楽章は愛、第3楽章は落胆、第4楽章は死（やはり短く）。」と述べている。しかし、チャイコフスキーはこれを作曲途上で放棄し、ピアノ協奏曲として生まれ変わらせることにした。完成以前にチャイコフスキーは死去したため、結局のところ作曲者が完成させることのできたのは第1楽章「アレグロ・ブリランテ」のみであった。それが死後に遺作として出版されたものがピアノ協奏曲第3番作品75である。

### タネーエフ編「アンダンテとフィナーレ」
チャイコフスキーの死後、その弟子のセルゲイ・タネーエフがこの曲の緩徐楽章と終楽章のスケッチを補筆・編集し、ピアノと管弦楽のための「アンダンテとフィナーレ」（出版にあたって「作品79」とされた）とした。

## ボガティレフ編「交響曲第7番変ホ長調」
1950年代にロシアの作曲家セミヨン・ボガティレフがこの曲を4楽章の交響曲として編曲した。これが「交響曲第7番変ホ長調」である。ボガティレフは第1楽章にはピアノ協奏曲第3番を、第2・4楽章にはタネーエフ編の「アンダンテとフィナーレ」をそれぞれ再編集して用いている。第3楽章スケルツォにはチャイコフスキーの「ピアノのための18の小品」作品72の第10曲「幻想的スケルツォ」を管弦楽編曲して用いている。
この曲は1957年2月7日にミハイル・テリアン指揮モスクワ・フィルハーモニー管弦楽団により初演が行われた。また、1962年にはユージン・オーマンディ指揮フィラデルフィア管弦楽団によってこの曲の初録音が行われ、そのレコードによってこの曲が世界的に知られることになった。

## クリモフ編「未完成交響曲『ジーズニ』」
2005年、ロシアのチャイコフスキー記念財団がこの曲の再編曲のプロジェクトを立ち上げ、同財団の委託を受けたロシアの作曲家ピョートル・クリモフが編曲にあたった。ボガティレフ版との大きな違いは、ボガティレフがチャイコフスキー晩年の他の作品で補って4楽章構成の交響曲にしたのに対して、クリモフは「4楽章を意図していた証拠がない」として3楽章構成としたことである。したがってクリモフ版の場合、第1楽章にはピアノ協奏曲第3番を、第2・3楽章には「アンダンテとフィナーレ」をそれぞれ再編集して用いている。日本ではこのクリモフ版が「未完成交響曲『ジーズニ』」と名付けられている。
この版は2005年11月6日に第2楽章の世界初演が、2006年5月7日に全曲の世界初演が行われた。演奏はいずれも西本智実指揮チャイコフスキー記念財団ロシア交響楽団である。さらに、同年5月8日にはヴァシリー・シナイスキー指揮チャイコフスキー記念財団ロシア交響楽団によりモスクワ初演が行われた。